# Madamisme

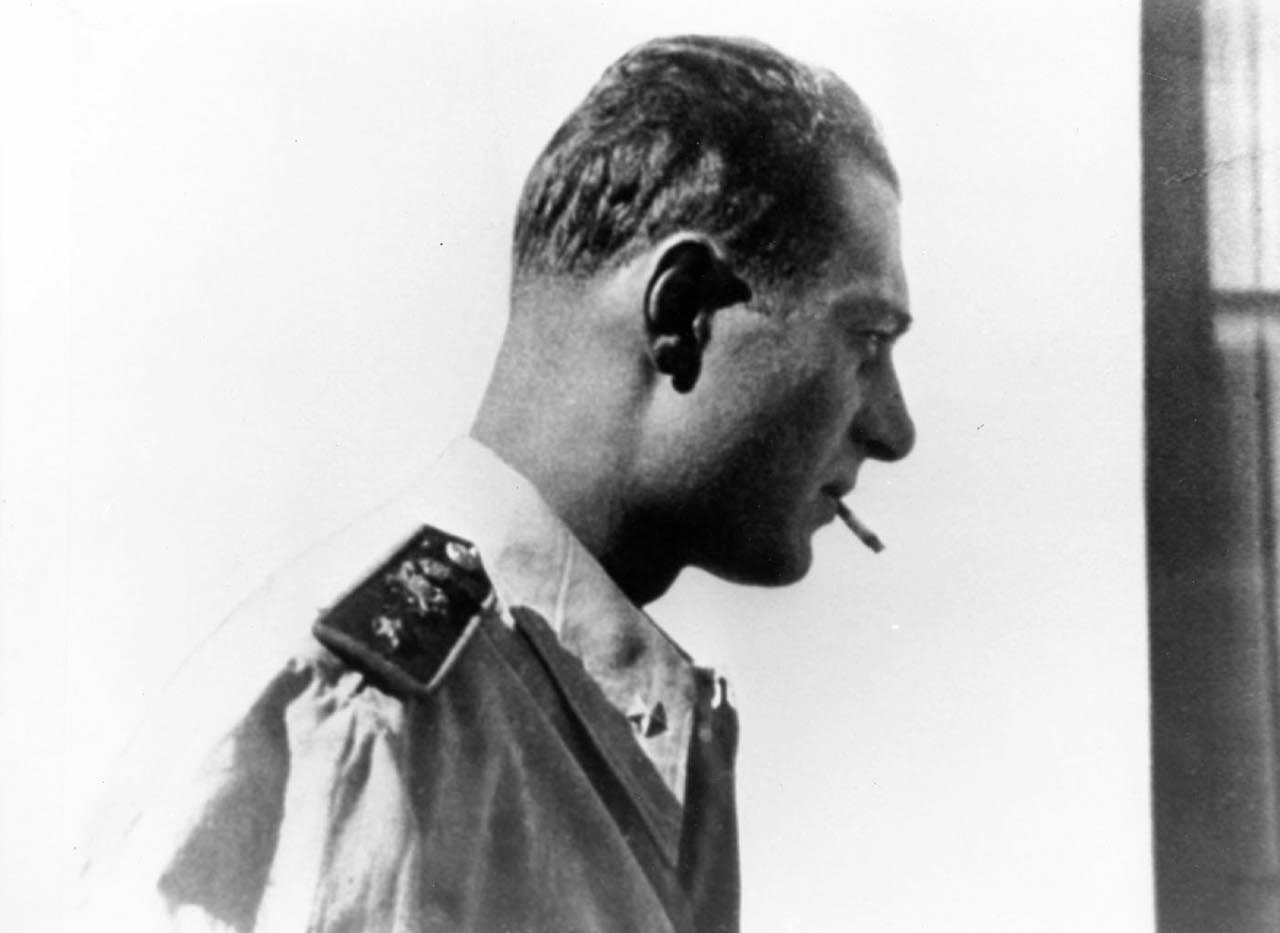
Indro Montanelli était probablement l'Italien le plus célèbre à avoir contracté un madamato : il est représenté ici en 1936, l'année de son mariage avec Destà.

Le madamisme (ou madamismo ou en italien : madamato) était, d'abord en Érythrée et plus tard dans les autres colonies italiennes, une relation temporaire de concubinage entre un citoyen italien (principalement des soldats, mais pas seulement) et une femme autochtone des terres colonisées, appelée dans ce cas madame ou madama.

## Le dämòz
Dès les premières années de la présence italienne en Afrique de l'Est, le phénomène a été justifié par beaucoup comme répondant à la tradition locale du dämòz ou « mariage salarié temporaire », pratiqué par les Amharas.
Selon Jean-Marc Prost-Tournier,

« Il existe enfin une troisième forme de mariage répandu dans certaines catégories du bas peuple : c'est le mariage salarié temporaire ou Damoz ; il s'agit alors de soldats ou de marchands qui prennent une « femme-liaison » (Tiqir) après avoir conclu un arrangement matériel et financier devant un juge et des témoins, et s'engagent pour un temps limité. »

Selon Frédéric Salim, 

« Chez les Amharas d’Éthiopie (Dirasse, 1991), il existe un type de mariage, dit damoz, par lequel l’homme se lie à une « épouse-auberge » pour une durée limitée, stipulant la rémunération de la femme et l’ensemble des services domestiques et sexuels que celle-ci doit assurer. »

## Le fascisme colonial
Le madamisme est une forme de mariage qui lie les époux par une réciprocité des obligations, dont celle de l'homme est de pourvoir aux besoins de ses enfants même après la résiliation du contrat,. Très souvent cependant, les Italiens ont compris le madamisme comme un libre accès aux services domestiques et sexuels, sans trop se soucier des devoirs prévus par le contrat. le cas le plus célèbre et le plus controversé rétrospectivement est celui d'Indro Montanelli, âgé de 26-27 ans à l'époque, qui, s'étant porté volontaire pour Asmara, y a contracté une relation de madamisme avec une jeune érythréenne d'environ 12-14 ans nommée Destà, qui l'a suivi lors de ses voyages dans les territoires colonisés,.
Ce type de cohabitation, déjà considéré à l'époque par Ferdinando Martini, premier gouverneur d'Erythrée, comme une tromperie et un abus envers les femmes autochtones, est une habitude qui s'est fortement répandue d'une part en raison de l'éloignement des épouses italiennes et des familles, d'autre part parce que les commandements militaires jugeait cette pratique préférable à la fréquentation occasionnelle des prostituées locales, vecteur de maladies sexuellement transmissibles. Le phénomène a conduit à la naissance et à l'abandon d'un nombre élevé d'enfants métis non reconnus par leurs pères, enfants pour lesquels la seule possibilité était d'être pris en charge par un orphelinat religieux. Toutefois, la cohabitation fondée sur un plus grand sens des responsabilités de la part des Italiens était fréquente et les cas de reconnaissance légale des enfants sont nombreux car la plupart des soldats qui ont eu recours au madamisme étaient célibataires,. Ainsi, le terme « insabbiatto » (« ensablé ») désigne les anciens colons italiens qui ont choisi de s'installer définitivement en Ethiopie et en Erythrée après 1941 parce qu'ils y avaient fondé une famille. À la fin de la période coloniale, nombre de ces ensablés ont légalisé leur union avec leur « madame ».
Après l'invasion de la Libye, le phénomène s'est également étendu à ces régions, à tel point que le 17 mai 1932, Rodolfo Graziani a publié une circulaire de Benghazi rapatriant quatre officiers qui y avaient eu recours. Dans le même document, le général affirmait que « celui du Mabruchismo est un autre des fléaux qui sévissaient dans la colonie, dont il reste quelque trace, ou quelque nostalgie, que je veux absolument éradiquer » car « même indépendamment de toute considération politique (en raison de la spéculation que le monde indigène aime faire sur nos relations avec ses femmes) le seul côté disciplinaire et moral du phénomène suffit à le condamner et à le dénigrer ».
Avant même l'introduction des lois raciales fascistes, le madamisme est interdit par décret royal à partir de 1937, puis poursuivi pénalement par la loi (qui le punit d'un emprisonnement de 1 à 5 ans), mais avec peu de résultats ; ceci malgré les efforts de l'État pour étendre les bordels dans les territoires coloniaux,. En fait, le régime fasciste l'a jugée ruineuse pour l'intégrité de la race et pour le prestige de l'Italie impériale, comme en témoigne l'ultimatum « Aut Imperium Aut Voluptas !» (du latin, , « O potere o piacere ! », « Ou le pouvoir ou le plaisir ! ») lancé en 1938 par le gouverneur de Harar, Guglielmo Nasi.